# Monte Alegre, Malinaltepec
Monte Alegre är en ort i Mexiko.   Den ligger i kommunen Malinaltepec och delstaten Guerrero, i den sydöstra delen av landet, 250 km söder om huvudstaden Mexico City. Monte Alegre ligger 1 704 meter över havet och antalet invånare är 458.
Terrängen runt Monte Alegre är bergig åt nordost, men åt sydväst är den kuperad. Runt Monte Alegre är det ganska glesbefolkat, med 23 invånare per kvadratkilometer. Närmaste större samhälle är Malinaltepec, 5,1 km öster om Monte Alegre. I omgivningarna runt Monte Alegre växer i huvudsak städsegrön lövskog.